# Simulium antonii
Simulium antonii är en tvåvingeart som beskrevs av Peter Wolfgang Wygodzinsky 1953. Simulium antonii ingår i släktet Simulium och familjen knott.
Artens utbredningsområde är Bolivia. Inga underarter finns listade i Catalogue of Life.